# 东宝「灰姑娘」甄选
东宝灰姑娘甄选，是東寶株式會社与东宝艺能自1984年起不定期举办的女演员甄选大会。是与「全日本国民美少女大赛」（奥斯卡推广）、「Horipro艺人发掘队」（Horipro）齐名的女演员甄选大会。
泽口靖子、长泽雅美等众多名演員都是「东宝灰姑娘」出身。

## 历史
甄选会的原点可追溯至1950年代的东宝「灰姑娘女孩」。第1回甄选于1984年以东宝成立50周年纪念活动为名義举行，之后则以3至6年一次的节奏不定期举办。
第6回甄选的最终选考会于2006年1月9日举行，吸引了创纪录的3万7443人参加。
第7回甄选虽原本预计于2011年1月下旬举办，但提早至了1月9日。最优秀奖的上白石萌歌与审查员特别奖的上白石萌音姐妹，是首次姐妹同时获奖。在本次甄选中也新设了「新世代」奖。
第8回甄选以「东宝灰姑娘甄选 In collaboration with 集英社」为题，于2016年举办。废除了书面审查，在日本全国10个城市举办预选会，对参加者共9508人全员进行了面试。

## 趣闻
「东宝灰姑娘」中选出的大部分艺人，都出演了东宝电影制作的《哥斯拉》系列（沢口、小高、水野、今村、大沢、田中、長澤、大塚出演。齊藤由貴则仅以声音出演）。另外，正好在没有制作哥斯拉电影期间的、96年的最优秀奖获奖者野波，于次年的《魔斯拉2 海底大决战》首次亮相银幕。
齊藤由貴是由母亲报名第1回甄选，一直留到了最后3人进入娱乐圈，虽然不是最优秀奖获奖者，但也属于「东宝灰姑娘」出身。

## 历代灰姑娘
| 回 | 年     | 最优秀奖   | 审查员特别奖                          | 新世代奖        | Repipi Armario奖         | Artist奖 | Musical奖                           | 最终入围                                                           |
| -- | ------ | ---------- | ------------------------------------- | --------------- | ------------------------ | -------- | ----------------------------------- | ------------------------------------------------------------------ |
| 1  | 1984年 | 泽口靖子   | 藤代宮奈子                            |                 |                          |          |                                     | 齐藤由贵                                                           |
| 2  | 1987年 | 小高惠美   | 水野真纪                              |                 |                          |          |                                     |                                                                    |
| 3  | 1991年 | 今村惠子   | 大泽沙也加                            |                 |                          |          |                                     |                                                                    |
| 4  | 1996年 | 野波麻帆   | 田中美里 山本麻生                     |                 |                          |          |                                     |                                                                    |
| 5  | 2000年 | 长泽雅美   | 大塚千弘                              |                 |                          |          |                                     |                                                                    |
| 6  | 2006年 | 黑濑真奈美 | 増元裕子 池泽彩野花                   | 朝仓礼生 户松遥 |                          |          |                                     |                                                                    |
| 7  | 2011年 | 上白石萌歌 | 上白石萌音 秋月成美 松岛纯菜 山崎紘菜 | 小川涼 滨边美波 | 兼尾瑞穗 鎌田楓子 吉田圆 |          |                                     |                                                                    |
| 8  | 2016年 | 福本莉子   | 柿澤ゆりあ 鈴木陽菜 神谷天音 井上音生 |                 | 本山優                   | XAI      | 稲川美紅 鈴木優菜 高橋菜加 中田乃愛 |                                                                    |
| 9  | 2022年 | 白山乃愛   | 西川愛莉                              |                 |                          |          | 山戶穗乃葉                          | 安保心結 今濵夕輝乃 岡本彌歩 原寧寧 平野莉亞菜 藤本もあ菜 三宅りむ |